# جوناثان دياز
جوناثان دياز (بالإنجليزية: Jonathan Diaz) هو لاعب كرة قاعدة أمريكي، ولد في 10 أبريل 1985 في ميامي بيتش في الولايات المتحدة.

## وصلات خارجية
- جوناثان دياز على موقع دوري كرة القاعدة الرئيسي (الإنجليزية)
- جوناثان دياز على موقعبيزبول رفرنس.كوم (الدوري الرئيسي) (الإنجليزية)
- جوناثان دياز على موقعبيزبول رفرنس.كوم (الدوري الثانوي) (الإنجليزية)
- جوناثان دياز على موقع إي إس بي إن.كوم (أم.أل.بي) (الإنجليزية)
- جوناثان دياز على موقع مشجعي الرسوم البيانية (الإنجليزية)